# George Groslier
George Groslier (né et mort à  Phnom Penh, 4 février 1887  - 18 juin 1945) est un artiste peintre, scientifique, archéologue, ethnologue et photographe. Il laisse une œuvre écrite dense et variée composée de nombreux ouvrages sur l'archéologie et l'art du pays khmer. En 1917, Groslier est à l'origine de la création de l'École des Arts cambodgiens devenue depuis Université royale des beaux-arts. À partir de 1926, il ajoute à cette œuvre une production littéraire centrée sur la thématique de la rencontre de l’homme occidental avec les peuples, civilisations et cultures de l'Asie du Sud-Est. Il est le père de Bernard-Philippe Groslier (1926-1986), archéologue dans la lignée de Jean Commaille, Henri Parmentier et Henri Marchal à qui il succédera en tant Directeur des Arts et conservateur au musée national du Cambodge et conservateur du site d'Angkor.

## Biographie

### Éducation
George Groslier né le 4 février 1887 à Phnom Penh au Cambodge est le fils d'Antoine-Georges Groslier 31 ans, à cette époque commis de comptabilité, qui devint administrateur français des Services civils de l’Indochine, et d'Angeline Sidonie Legrand 22 ans,.
Il fait ses études en France et suit les cours de peinture de l’École des Beaux-Arts de Paris. À l’issue de ces études, déçu de n’avoir pas obtenu le premier grand Prix de Rome (il n’obtient que le second), il effectue un premier retour au Cambodge où il découvre les temples d’Angkor.

### L'étude de l'art Khmer
L’éblouissement que lui procure cette découverte des joyaux de la culture et de l'art khmer détermine alors le cours de son existence. George Groslier rentre en France où il multiplie les publications et les conférences destinées à faire connaître la culture khmère. Ces activités lui valent de se voir confier en 1913 et 1914 une mission au Cambodge par le ministère de l'Instruction publique (qui avaient alors aussi en charge la culture et les beaux-arts) et la Société asiatique.

### Première Guerre mondiale et rencontre avec Suzanne Poujade
En juin 1914, George Groslier fut mobilisé et enrôlé au commencement de la guerre en tant aéronaute, il devait survoler en ballon les positions ennemis. C'est à cette époque qu'il rencontre Suzanne Cécile Poujade, fille de Jules Poujade et ami d'Albert Sarraut (1872-1962). Suzanne Poujade participe au Championnat de tennis en terre battue à Saint-Cloud en mai 1914,. Ils auront ensemble trois enfants dont le futur conservateur d'Angkor Bernard-Philippe Groslier.

### Contexte politique au Cambodge
Le Cambodge a toujours été considéré à part en Indochine avec un pouvoir d'attraction moindre que les autres provinces telles le Tonkin, l'Annam ou la Cochinchine où se concentrent les coloniaux qui privilégient leur statut "d'hommes blancs" par rapport aux populations locales. De plus, la situation géographique de ces provinces est plus favorisée que celles du Cambodge par exemple sans débouchés maritimes.
De ce fait, le Cambodge assez négligé par l’administration coloniale française jusqu'en 1907, est relégué en une sorte d’état-tampon entre la Cochinchine et le Siam, sous influence britannique.
À partir de 1907, la "donne" change au moment de la rétrocession par le Siam des provinces de Battambang, Sisophon et Siem Reap au Cambodge. Le pays acquiert subitement une attention spécifique de la part des chercheurs et de l'administration coloniale. En effet, cet évènement de rétrocession a une portée significative immense en particulier pour la province de Siem Reap dans laquelle se trouve le fameux site d'Angkor, Capitale de l’ancien empire khmer qui a bâti des temples, d'une grande magnificence dans la région, devenus depuis des vestiges archéologiques. Dès lors, les efforts du gouvernement colonial vont s'orienter vers la sauvegarde de ce patrimoine avec pour objectif qu'Angkor devienne la vitrine culturelle de la France en Indochine.
Le domaine culturel est un enjeu politique majeur pour les grandes puissances coloniales de l'époque. La préservation du patrimoine et de la création d’écoles d’art ou de musées dépassent largement l'aspect uniquement culturel. Dans le cas du Cambodge, la France veut se montrer à la hauteur du patrimoine de valeur placé sous sa protection, la volonté est aussi de rendre à ce pays sa véritable identité culturelle, en Indochine en vue de le soustraire à l’influence des voisins britanniques.
Le gouvernement colonial français cherche, en outre, à amenuiser l'influence du Siam exercée depuis des siècles sur le Cambodge. Le Siam étant quant à lui occupé par les Britanniques, une rivalité entre deux puissances coloniales européennes va se jouer.

### L'École des Arts cambodgiens
C’est dans ce contexte que le gouverneur général d'Indochine Albert Sarraut décide, en 1916, de créer une nouvelle école d’art à Phnom Penh. Il souhaite remplacer la section artistique de l’École professionnelle par un lieu entièrement voué à l’art et détaché de la technique. Afin de mener cette mission, il fait appel à George Groslier (1887-1945) qui connaît bien le Cambodge. En effet, sa candidature a pleins d'atouts, George Groslier est né à Phnom Penh, parle la langue khmère et de plus, a longuement étudié l’art lors de séjours personnels et d’une mission du ministère de l’Instruction publique en 1913. Par ailleurs, étant peintre lui-même, George Groslier a une sensibilité artistique et de plus, est en mesure de créer un programme d’enseignement artistique. En outre, il bénéficie de l’appui de son beau-père, Jules Poujade le père de Suzanne son épouse, ami du gouverneur général Albert Sarraut.
George Groslier est appelé par Albert Sarraut qui lui confie la mission de revitaliser les traditions artistiques des peuples indochinois. Lorsque George Groslier, au-delà de la mission qu'on lui confiait dont il avait une très haute idée, son but ultime était de redonner aux Cambodgiens le souci et l’amour de leur patrimoine artistique qui à l’époque était tombé en désuétude ou en décadence, ainsi s'était-il consacré à vouloir redonner au Ballet royal son lustre d'antan alors que ce ballet était sur le point de perdre son enchantement et sa valeur.
Sur les fondations de l’École des Arts décoratifs ouverte en 1912 au sein de la Manufacture royale du Palais elle-même créée par le Roi Sisowath en 1907, Groslier organise alors en 1918 l'émergence d'une École des Arts cambodgiens, véritable lieu de transmission du savoir-faire des anciens « maîtres » vers les apprentis artisans du pays.
La réussite de cette École des Arts cambodgiens qui développe sa propre coopérative de production d’artisanat khmer contribue à la notoriété de George Groslier désormais reconnu comme le rénovateur des arts cambodgiens.

### Affaire André Malraux
En 1923, le jeune André Malraux perd sur des mauvais placements en actions mexicaines, la fortune de son épouse Clara Goldschmidt. Comme il n'envisage pas de prendre une profession —  il déclara à son épouse « Vous ne voudriez donc pas que je travaille » —, il cherche un moyen de se renflouer rapidement.
Grand amateur du musée Guimet, il a alors appris l'existence d'un temple khmer du Xe siècle quelque peu oublié, Banteay Srei, ce qui lui donne une idée: aller y chercher des statues et les revendre en France à des collectionneurs. « En vendant quelques statues, cela leur permettrait de vivre deux à trois ans.. » comme il l'écrira plus tard dans La Voie royale (roman récompensé en 1930 du prix Interallié, créé cette année-là). Malraux obtient une autorisation de la part du ministère des Colonies en prétextant vouloir réaliser une étude.
Le couple et un ami, Louis Chevasson partirent pour le Cambodge, se rendent sur le site du temple, y découpent des bas-reliefs et d'autres éléments sculptés tels trois des sept têtes d'Apsara. Walter Langlois donne les précisions suivantes: « Au fond de niches profondes, une série de devatas ou déesses gardiennes, belles et richement ornées, sculptées en haut-relief presque de grandeur nature. Elles occupaient la surface de trois blocs superposés (…) ».
L'École française d'Extrême-Orient (EFEO) et George Groslier sont prévenus par un des guides khmers qui accompagnaient et surveillaient discrètement, à la demande de ce dernier, le couple Malraux et Chevasson.
Groslier a alors un rôle décisif fin 1923 dans l'interruption de cette opération de découpage, transport et vol de statuettes du temple de Banteay Srei. Son intervention conduit la police à procéder à l'arrestation du couple et de leur ami lors de leur retour à Phnom Penh —  ce qui devient alors l'« affaire du vol d'œuvres d'art à Angkor » —, pour délit de pillage archéologique « d'un magnifique temple du Xe siècle, un des précieux joyaux d'Angkor, une valeur sacrée pour le Cambodge, un patrimoine inestimable pour le monde ». On retrouva même une des têtes d'Apsara dans la sac de Clara.
Groslier conduisit l'interrogatoire de Malraux et de Chevasson, et dans son premier rapport, il fit état des dégâts occasionnés sur les pierres du temple et conclut, photographies à l’appui, « que les bas-reliefs ont été arrachés avec maladresse, abîmant très sérieusement l’édifice. ». Le couple et son ami sont alors assignés à résidence à Phnom Penh. Le 21 juillet 1924, André Malraux est condamné à 3 ans de prison ferme, Chevasson à 1 an et demi, Clara est elle acquittée et repart en France.
Au début du mois suivant, Malraux fait la une de la presse française On peut  ainsi y lire « Georges Malraux, 22 ans, vient d’être condamné par le tribunal correctionnel de Phnom-Penh, en Indochine française, pour vol d’antiquités » (à cette époque, il s'appelait encore George Malraux et officialisa ensuite son nom de plume d'André Malraux, André étant son second prénom) ou « Il se disait lui-même "homme de Lettres" et était très connu dans certains cercles littéraires d'avant garde ainsi que dans de nombreux endroits de plaisirs qu'il fréquentait assidument ».
En France, Clara mobilise des gens du monde intellectuel pour militer à sa libération et la peine de son mari est allégée en appel à un an et huit mois avec sursis et il peut alors quitter le Cambodge.
Dans Angkor Chronique d’une Renaissance (1997), Maxime Prodromides écrit :
« Le 29 décembre 1923, six jours après le vol, Henri Parmentier Chef de l'archéologie de l'EFEO partit à Banteay Srei constater les dégâts causés par le trio. Il y retourna, sur commission rogatoire, entre le 17 et le 20 janvier 1925 accompagné de Louis Finot et de Victor Gouloubew. Le relevé détaillé des arrachements demandés par la justice se doubla, de facto, d’une mission scientifique… ». Prodromes conclut ainsi « un an et quelque pour la réhabilitation de l’écrivain, huit pour celle de Banteay Srei ».
Groslier désignera plus tard Malraux, et avec toujours beaucoup de mépris, « le petit voleur ».

### Exposition des Arts décoratifs aux Beaux-Arts de Hanoï et Exposition coloniale de Paris
À ce titre, il est fait appel à George Groslier pour la réalisation des pavillons du Cambodge lors de l'Exposition des arts décoratifs de 1925 et de l'Exposition coloniale de 1931 à Paris.
Il participe encore à la création et à l’organisation des écoles d'art de Bien-hoa et de Hanoï ainsi que de l'École supérieure des Beaux-Arts de Hanoï.

### Conservateur du musée Albert-Sarraut au Cambodge
Après le projet de l'École des Arts cambodgiens dont il est directeur, école devenue depuis Université des Arts du Cambodge, puis devenu Inspecteur général des Arts en Indochine, George Groslier est chargé d'une nouvelle mission en 1914 par Albert Sarrault, celle de créer un musée qui succédera au précédent musée créé en 1905 mais avec une ambition de devenir un Musée national pour le Cambodge. La construction de ce musée débute en 1917 et se prolongera jusqu'en 1924 avec différentes étapes : en 1918, avec une partie ouverte au public, en 1920 avec l'inauguration par le roi Sisowath. L'architecture des bâtiments du musée est inspirée des temples khmers.
George Groslier est le créateur, l’organisateur et le premier conservateur du musée Albert-Sarraut à Phnom Penh, nom donné en 1920 mais qui est rebaptisé en musée national du Cambodge en 1951, modèle d'architecture khmère traditionnelle, dont il fit le sanctuaire de l'art cambodgien.
En 1913, George Groslier a écrit sur la danse avec son livre Danseuses cambodgiennes anciennes et modernes avec une préface de Charles Gravelle. Plus tard, il s’est encore beaucoup investi dans ce domaine avec un « projet de sauvegarde » incluant un projet photographique d’envergure.
George Groslier restera conservateur du musée jusqu'à sa retraite en 1941 ou 1942

### Retraite, décès, postérité
Retraité, George Groslier reste au Cambodge et  à la suite du coup de force japonais du 9 mars 1945 en Indochine, il s’engage dans la résistance contre l’occupant japonais en tant qu’opérateur radio clandestin. Le 18 juin 1945, suspecté d'appartenir à la résistance anti-japonaise, il est  capturé et emprisonné par la Kempeitai, police militaire et service de renseignement de l'armée japonaise. La Kempetai sema la terreur et l'horreur dans toute l'Indochine pendant l'occupation. George Groslier succombe sous la torture à l'âge de 58 ans.
Le 5 mai 1947 le gouvernement français lui attribua la mention honorifique posthume de Mort pour la France.
En 1946, les autorités cambodgiennes baptisèrent rue Groslier une rue proche du Musée national du Cambodge qu'il avait conçu et dirigé. Cette rue fut ensuite débaptisée (actuellement nommée Preah Ang Eng), mais certains connaisseurs des arts du Cambodge et de l'œuvre de George Groslier essaient depuis 2019 de convaincre les autorités de rebaptiser une rue George Groslier à Phnom Penh en l'honneur de sa contribution considérable à la conservation et la mise en valeur des richesses artistiques et culturelles du Cambodge.
Un certain nombre de ses livres ont été réédités en français et en anglais au XXIe siècle, mais les autorités et les milieux culturels français ne paraissent pas avoir été actifs dans la valorisation et la diffusion de son œuvre.
George Groslier est le père de l'archéologue et conservateur du site d'Angkor Bernard-Philippe Groslier (1926-1986).

## Œuvres

### Œuvres originales

#### Publications archéologiques
- Danseuses cambodgiennes anciennes et modernes. Texte et dessins de George Groslier, Paris, A. Challamel, 1913 (Préface de Charles Gravelle)
- Objets anciens trouvés au Cambodge, in Revue archéologique, 1916, 5e Série, vol. 4, p. 129–139
- A l'ombre d'Angkor. Notes et impressions sur les temples inconnus de l'ancien Cambodge, A. Challamel, 1916
- La Batellerie cambodgienne du VIIIe au XIIIe siècle, in Revue archéologique, 1917, 5e Série, vol. 5, p. 198–204 Texte en ligne
- Directeur-fondateur et éditeur de Arts et Archéologie khmères, A. Challamel, 2 volumes publiés en 1921 et 1926
- Objets cultuels en bronze dans l'ancien Cambodge, in Arts et Archéologie khmers, 1921-3, vol. 1, fasc. 3, p. 221–228.
- Le temple de Phnom Chisor, in Arts et Archéologie khmers, vol. 1, fasc. 1, p. 65–81
- Le temple de Ta Prohm (Ba Ti), in Arts et Archéologie khmers, vol. 1.. fasc. 2, p. 139–148
- Le temple de Preah Vihear, in Arts et Archéologie khmers, 1921-1922, vol. 1. fasc. 3, p. 275–294
- Recherches sur les Cambodgiens d'après les textes et les monuments depuis les premiers siècles de notre ère, Paris, A.Challamel, 1921
- Essai sur l'architecture classique khmère, in Arts et Archéologie khmers, 1923, vol. 1, fasc. 3. p. 229–273
- L'Art khmèr, in Arts et Décoration, août 1923. vol. 27. No 260, p. 34–40
- L'Art du bronze au Cambodge, in Arts et Archéologie khmers, 1923. vol. 1, fasc., p. 413–423
- L'Art khmèr, in Arts et Décoration, août 1923, vol. 1, p. 413–423
- Amarendrapura dans Amoghapura, in Bulletin de l'École Française d'Extrême-Orient, 1924, vol. 24, p. 359–372
- Angkor, Les Villes d'Art célèbres, Laurens, 1924
- Catalogue du Musée de Phnom Penh, IDEO, 1924
- La Céramique dans l'ancien Cambodge, in Arts et Archéologie khmers, 1924, vol. 2, fasc. 1, p. 31–64 (avec la collaboration d'Auguste Silice)
- La Vie à Angkor au XIe siècle, in Pages indochinoises, 15-1-1924, N.S., vol. 1, p. 9–17
- Les Empreintes du 'Pied du Buddha' d'Angkor Vat, in Arts et Archéologie khmers, 1924, vol. 2, fasc. 2. p. 65–80
- La Région d'Angkor, in Arts et Archéologie khmers, 1924, vol. 2, fasc. 2, p. 113–130
- La Région du Nord-Est du Cambodge et son art, in Arts et Archéologie khmers, p. 131–141
- L'Asram Maha Rosei, in Arts et Archéologie khmers, 1924, vol. 2. fasc. 2. p. 141–146
- L'Art hindou au Cambodge, in Arts et Archéologie khmers, 1924. vol. 2, fasc. 1, p. 81–93
- Essai sur le Buddha khmèr, in Arts et Archéologie khmers, p. 93–112
- Sur les origines de l'Art khmèr, in Mercure de France, l-xii-1924, vol. 176, No 365, p. 382–404
- Les Influences grecques au Cambodge et l'art pré khmèr, L'Art Vivant, 1925
- Sur la route d'Angkor: le Prasat Phum Prasat, in Extrême-Asie, décembre 1925, No 14, vol. 12, p. 493–494
- Introduction à l'étude des arts khmèrs, in Arts et Archéologie khmers, 1925, vol. 2. fasc. 2, p. 167–234
- La Sculpture khmère ancienne. Illustrée de 175 reproductions hors texte et similigravure, G. Crès et Cie, coll. "française des arts orientaux", 1925  Texte en ligne
- La Femme dans la sculpture khmère ancienne, in Revue des Arts asiatiques, 1925, vol. 2, fasc. 1, p. 35–41
- La Fin d'Angkor, in Extrême-Asie, septembre 1925
- Note sur la sculpture khmère ancienne, Études asiatiques, École Française d'Extrême-Orient, 1925. vol. I, p. 297–314
- À propos d'art hindou et d'art khmèr, in Arts et Archéologie khmers, 1926, vol. 2, fasc. 3, p. 329–348
- Les collections khmères du musée Albert-Sarraut, G. Van Oest, coll. « Ars asiatica », 1931 (Préface de Georges Coedès)
- Les Temples inconnus du Cambodge, Toute la terre, 1931
- Angkor, Les Villes d'Art célèbres, Laurens, 1932 (trad. anglaise).
- Troisième recherche sur les Cambodgiens, in Bulletin de l'École française d'Extrême-Orient, 1935, vol. 35, p. 159–206
- Une merveilleuse cité khmère. Banteai Chhma, ville ancienne du Cambodge, in L'Illustration, avril 1937, No 4909, p. 352–357
- Les Monuments khmèrs sont-ils des tombeaux?, in Bulletin de la Société des Études Indochinoises, 1941, N.S., vol. 16. N°l p. 121–126

#### Publications sur les Arts indigènes au Cambodge
- La Convalescence des Arts cambodgiens, in Revue Indochinoise, 2e sem. 1918, p. 207; 1er sem. 1919, p. 871–890
- L'Agonie des Arts cambodgiens, in Revue Indochinoise, 2e sem. 1918, p. 207
- Question d'art indigène, in Bulletin des Amis du Vieux-Hué, octobre—décembre 1920, p. 444–452
- Étude sur la psychologie de l'artisan cambodgien, in Arts et Archéologie khmers, 1921, vol. 1, fasc. 2, p. 125–137
- Seconde étude sur la psychologie de l'artisan cambodgien, in Arts et Archéologie khmers, 1921, vol. 1. fasc. 2, p. 205–220
- Royal Dancers of Cambodia, in Asia, 1922, vol. 22, No 1, p. 47–55, 74-75
- Soixante-seize dessins cambodgiens tracés par l'oknha Tep Nimit Mak et l'oknha Reachna Prasor Mao, in Arts et Archéologie khmers, Société d'Édition Géographique, Maritime et Coloniale, 1923. 331-386 p
- The Oldest Living Monarch, in Asia, 1923. vol. 23. p. 587–589
- La Reprise des arts khmèrs, in La Revue de Paris, 15 novembre 1925. p. 395–422  Texte en ligne
- Avec les danseuses royales du Cambodge, in Mercure de France, 1er mai 1928, p. 536–565
- La mort de S.M. Sisowath, L'Illustration, octobre 1927
- Les cérémonies d'incinérations de S.M. Sisowath, in L'Illustration, no 4443. Samedi 28 avril 1928. p. 410–415
- Die Kunst der Kambodschanischen tànzerinn, in Atlantis, janvier-mars 1929, vol. 1,p. 10–16
- Le Théâtre et la danse au Cambodge, in Journal Asiatique, janvier-mars 1929. vol. 214, p. 125–143 Texte en ligne
- Contemporary Cambodian art studied in the Light of the Past Forms, in Eastern Art, 1930. vol. 2, p. 127–141
- La Direction des Arts cambodgiens et l'École des Arts cambodgiens, in Extrême-Asie, mars 1930, no 45, p. 119–127
- La Fin d'un art, in Revue des Arts Asiatiques, 1929-1930, vol. 6, fasc. 3., p. 176–186; p. 184 et 251, fasc. 4, p. 244–254
- La Fin d'une tradition d'art : les pagodes cambodgiennes et le ciment armé, in L'Illustration, 11 janvier 1930, p. 50–53
- De Pagode en Pagode, Toute la Terre, juillet 1931
- L'Orfèvrerie cambodgienne à l'Exposition Coloniale, La Perle, 1931
- Rapport sur les arts indigènes au Cambodge, Congrès International et Intercolonial de la Société Indigène, 1931
- L'Enseignement et la mise en pratique des Arts indigènes au Cambodge (1918-1930), in Bulletin de Académie des Sciences Coloniales, 1931
- Les Arts indigènes au Cambodge, Exp. int. des Arts et Techniques, Indochine Française, 1937
- Les Arts indigènes au Cambodge, Xe Congr. de la Far-Eastern Association of Tropical Medecine, Hanoi, 1938, p. 161–181

#### Romans et récits
- La Route du plus fort, Emile-Paul frères, coll. « Edmond Jaloux », 1926
- Propos sur la maison coloniale, in Extrême-Asie, 3e trim. 1926, p. 2–10; mars 1927, p. 307–366
- Le Singe qui montre la Lanterne magique, in Extrême-Asie, février 1928, p. 347–366; mars 1928, p. 435–450; avril 1928, p. 499–505; mai 1928, p. 546–554
- C'est une idylle..., Mercure de France, juillet 1929
- Le Retour à l'argile, Emile-Paul frères, coll. « Edmond Jaloux », 1929
- Eaux et Lumières. Journal de route sur le Mékong cambodgien, Société d'éditions géographiques, maritimes et coloniales, 1931. Réédité en 2008 par les Editions La Bibliothèque, Paris

- Prix Montyon 1932 de l'Académie française
- La Mode masculine aux colonies, Adam, 1931
- Nos boys, in Extrême-Asie, août 1931, no 55, p. 69–76
- Monsieur de la Garde, roi, La Petite Illustration, 1934
- Monsieur de la Garde, Roi. Roman inspiré des chroniques Royales du Cambodge, L'Illustration, 1934, in La Petite Illustration, nos 676-677
- Les Donneurs de Sang, A. Portail, 1942

Préface
- Mario Bocquet, Les Danseuses d'Angkor, Chez l'Auteur, 1975

Rééditions
- La Route du plus fort, Kailash, 1996 (1re éd. 1926)  (ISBN 2-909052-52-4)
- Le Retour à l'argile, Kailash, 1996 (1re éd. 1929)  (ISBN 2-909052-49-4)
- Eaux et lumières, La Bibliothèque, 2008 (1((e)) ed. 1931)   (ISBN 978-2-909688-47-3)

### Œuvres graphiques

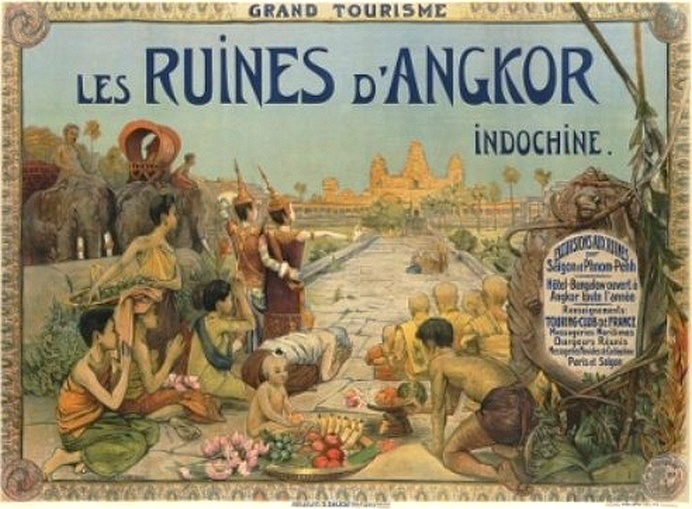

- Les Ruines d'Angkor, Indochine, 1911,